# Álvaro Ruiz Sánchez
Álvaro Ruiz Sánchez, más conocido como Alvaro Ruiz, (Almería, 8 de abril de 1991) es un exjugador de balonmano español que jugaba como central. Fue internacional con la selección de balonmano de España, con la que debutó en 2015 en el Torneo Internacional de balonmano de Polonia.

## Carrera

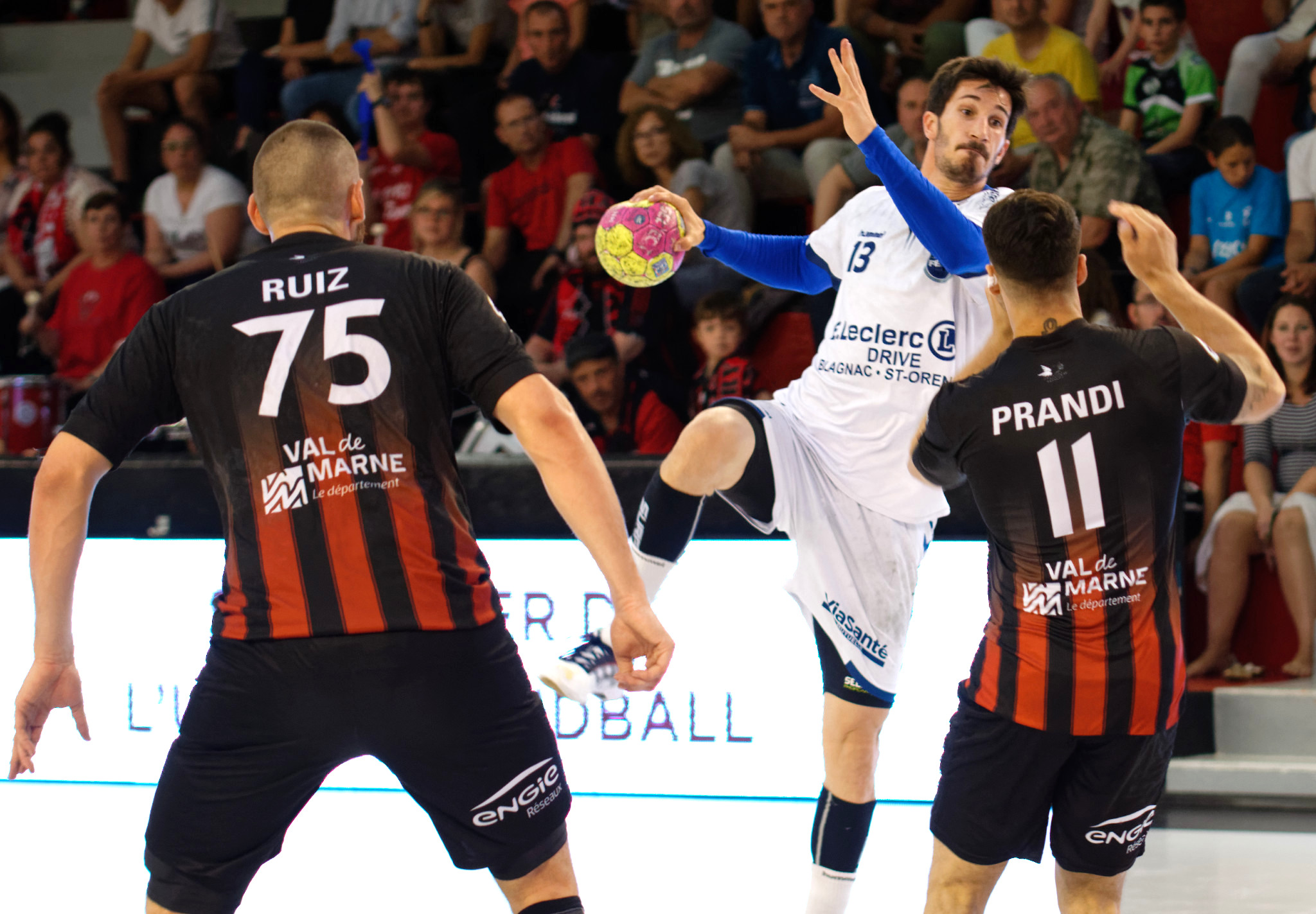
Álvaro Ruiz Sánchez (2017).

Álvaro comenzó su carrera en las categorías inferiores del FC Barcelona con el que llegó a debutar en la Liga Asobal. Vista su progresión el Club Balonmano Huesca decidió su fichaje. En los partidos que disputó con el club oscense demostró ser un jugador con gol y con mucha clase, por lo que en el año 2013 fichó por uno de los clubes punteros de España, el Club Balonmano Granollers. En la 2014-15, su última temporada en el club catalán realizó 129 tantos en 29 partidos, un rendimiento que llamó la atención del Fenix Toulouse HB, quien le fichó en 2015. El 7 de noviembre de 2015 debutó con la Selección de balonmano de España, en el Torneo Internacional de balonmano de Polonia. En su primera temporada en el club francés marcó 90 goles en 25 partidos.

## Clubes
- FC Barcelona ( -2011)
- Club Balonmano Huesca (2011-2013)
- Club Balonmano Granollers (2013-2015)[2]
- Fenix Toulouse HB (2015-2019)[3]
- Orlen Wisła Płock (2019-2021)
- BM Benidorm (2021-2022)